# Aliiolani Hale

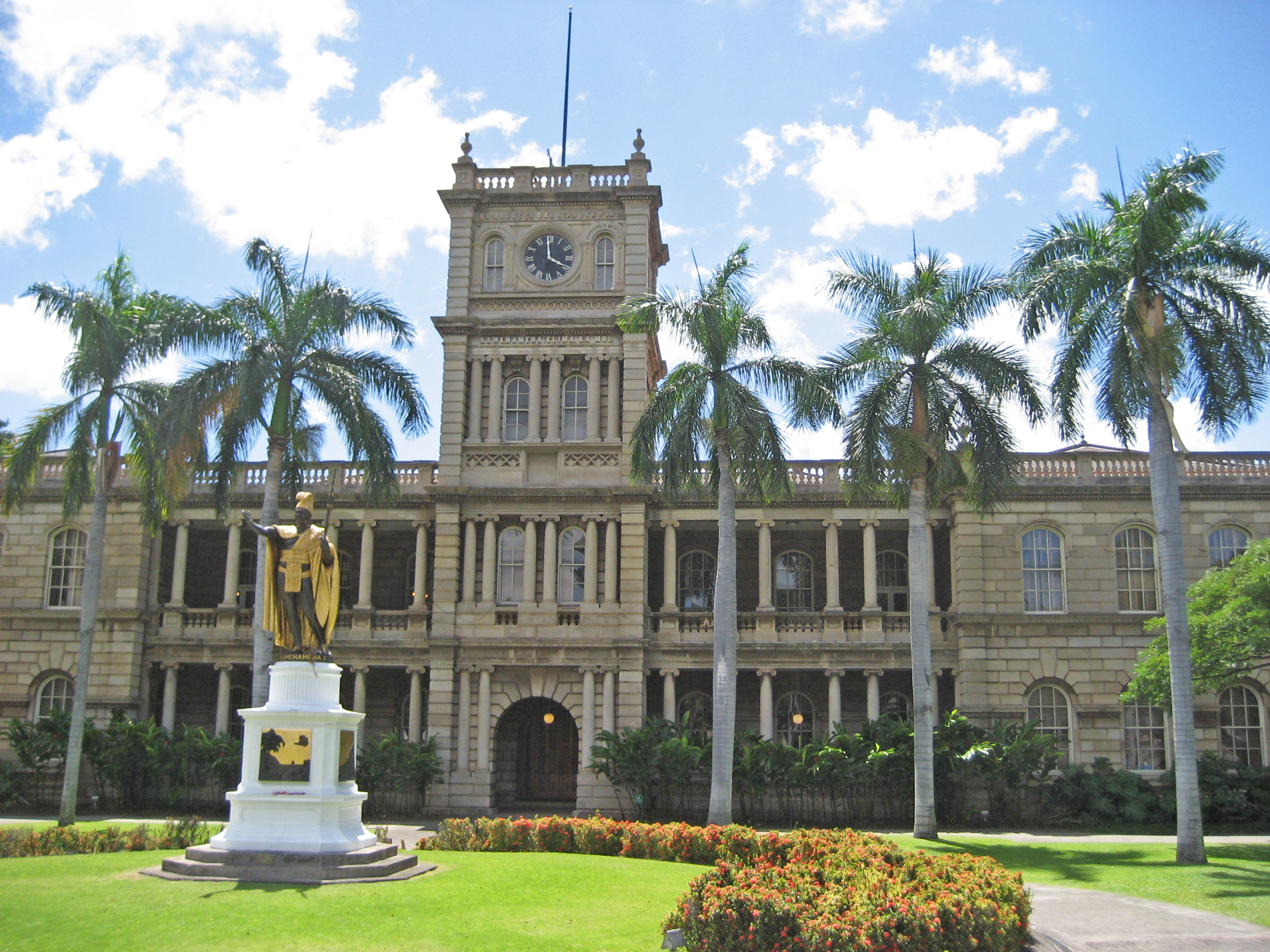
Fachada del Aliʻiolani Hale, con la estatua de Kamehameha en primer plano.

El Aliʻiōlani Hale es un edificio situado en el centro de Honolulú, en Hawái, utilizado hoy como sede del Tribunal Supremo Estatal de Hawái. Anteriormente fue la sede del gobierno del Reino de Hawái y de la República de Hawái.
En los jardines del edificio se encuentra la famosa estatua de pan de oro de Kamehameha El Grande.

## Su construcción y el periodo monárquico
El Aliʻiōlani Hale fue diseñado primeramente en un estilo renacentista como palacio real del rey Kamehameha V. En idioma hawaiano, Aliʻiōlani Hale quiere decir "Casa del Rey Celestial"; además de ser "Aliʻiōlani" uno de los nombres de pila del rey Kamehameha V.
A pesar de que el edificio se diseñó como palacio, Kamehameha V se dio cuenta de que el gobierno hawaiano necesitaba con urgencia un edificio gubernamental. En aquella época, los distintos inmuebles que utilizaba el gobierno en Honolulu eran muy pequeños y estrechos, por lo que resultaban del todo inapropiados para el creciente gobierno hawaiano. Por este motivo, cuando Kamehameha V ordenó la construcción del Aliʻiōlani Hale, encargó que fuera un edificio gubernamental y no un palacio.
Kamehameha V colocó la piedra angular el 19 de febrero de 1872. Falleció antes de que estuviera terminado, siendo consagrado en 1874 por uno de sus sucesores, el rey Kalākaua. Los periódicos de la época, criticaron el diseño extravagante del edificio, sugiriendo que fuera reconvertido en palacio, tal y como se había diseñado en un primer momento.
Hasta 1893, el edificio albergó la mayoría de los departamentos ejecutivos del gobierno hawaiano, además de la asamblea legislativa y los tribunales hawaianos.

## Derrocamiento de la monarquía hawaiana
Fue en Aliʻiōlani Hale en 1893 desde donde el Comité de Seguridad, bajo el mando de Lorrin A. Thurston que depuso a la Reina Liliʻuokalani por proclamación popular y ordenó al Cuerpo de Marines de los Estados Unidos que retirara de su puesto a la reina en el poder por la fuerza. Una resolución aprobada por el Congreso en 1993 y firmada por el presidente de los Estados Unidos, Bill Clinton declaró que el uso de la fuerza militar por parte de los EE. UU. en 1893 había sido ilegal.
Tras la constitución del gobierno provisional de Hawái en 1893 y la República de Hawái en 1894, algunas de las oficinas del Aliʻiōlani Hale se trasladaron al Palacio 'Iolani, incluida la asamblea legislativa hawaiana. En consecuencia, Aliʻiolani Hale pasó a ser principalmente un edificio judicial.

## Ali'iōlani Hale a partir de 1900
A pesar de todo, el creciente gobierno de Hawái siguió siendo un problema para el edificio, sobre todo tras pasar a ser Hawái territorio estadounidense en 1900. En 1911, el edificio fue objeto de una extensa renovación con la intención de solventar estos problemas de espacio. Se tiró por completo la parte interior y se reconstruyó, dándole una nueva distribución. Al haberse diseñado en un primer momento como palacio, ésta no resultaba adecuada para el uso posterior que se hizo de él como edificio judicial. Este problema terminó con el nuevo trazado interno.
Las dimensiones del gobierno territorial siguieron en aumento. En la década de 1940, se añadió una nueva ala que aliviara el creciente problema de la saturación. Los arquitectos responsables del diseño de la nueva ala intentaron fusionarla con el edificio original, que databa de la década de 1870.
Durante las siguientes décadas, la mayoría de las magistraturas del estado se trasladaron de Aliʻiōlani Hale a diversos edificios de Honolulú (incluyendo los tribunales de distrito estatal, de familia y de circuito). Hoy en día, alberga el Tribunal Supremo del estado de Hawái y es el centro administrativo de la magistratura del estado. Acoge asimismo el Centro Histórico de la Magistratura de Hawái, un museo que ofrece una presentación multimedia de la magistratura de Hawái, una sala de tribunal histórica restaurada y otras muestras relativas a la historia judicial de Hawái. En el edificio se encuentra también la mayor biblioteca legal de Hawái.
En diciembre de 2005, la Comandancia militar mixta de prisioneros de guerra y administración (U.S. military's Joint POW/MIA Accounting Command) utilizó sistemas de radar para localizar una cápsula del tiempo que Kamehameha V enterró allí el 19 de febrero de 1872. De acuerdo con los registros de la época, la cápsula contiene fotos de la familia real, monedas y sellos de correos hawaianos, la Constitución del Reino de Hawái, periódicos locales y libros, como un diccionario de la lengua hawaiana. Aunque se localizó, no se desenterró, ya que el hacerlo podría haber causado daños estructurales en el edificio.
Aliʻiōlani Hale es uno de los muchos edificios del centro de Honolulú recogidos en el Registro Nacional de Sitios Históricos. Desde allí, se puede caminar hasta la Catedral de Nuestra Señora de la Paz, el Capitolio Estatal de Hawái, la Biblioteca Estatal de Hawái, Honolulu Hale, el Palacio 'Iolani, la Iglesia de Kawaiaha'o, el Edificio Territorial y Washington Place.

## Curiosidades
- Cuando Kamehameha V colocó la primera piedra, se enterró una cápsula del tiempo. Contenía sellos de correos hawaianos, 21 monedas locales y extranjeras, 11 periódicos locales diferentes, la Constitución del Reino de Hawái, un calendario y libros como el diccionario del idioma hawaiano. También contenía fotos de las familias reales.
- Al principio, la sala situada bajo los relojes, se usó como estudio de los distintos artistas contratados por el gobierno hawaiano.
- Ali'iōlani Hale está construido con bloques de hormigón, mientras que la cercana Iglesia de Kawaiaha'o (1836) y 'Iolani Barracks (1870) están hechos de bloques de coral.
- El inmueble se construyó con cuatro relojes en la torre, apuntando cada uno en una dirección. Sin embargo, desde hace muchas décadas, los relojes no dan la hora correcta, descompensados en varias horas y en distintos grados.
- En La serie remake de Hawaii Five-0 el Aliiolani Hale lo usan como Base de Operaciones de las Fuerzas Especiales Five-0